# Heinrich II. von Heiligenkreuz
Heinrich II. von Heiligenkreuz (* um 1200; † 1284 in Heiligenkreuz (Niederösterreich)) war ein Zisterziensermönch und Abt dreier Klöster.

## Leben und Werk
Heinrich war von 1250 bis 1252 Abt vom Stift Baumgartenberg, dann von 1252 bis 1259 Abt vom Stift Heiligenkreuz. Dort mobilisierte er zahlreiche Wohltäter. Mit Unterstützung des Ratsherrn Paltram Vatzo (auch: Paltram vor dem Freithof) gründete er in Wien das Zisterzienserinnenkloster St. Nicolai (Nikolaikloster). Von 1259 bis 1263 war er Mönch in Heiligenkreuz.
Als 1263 König Ottokar II. Přemysl von Böhmen das Kloster Goldenkron (Kloster Zlatá Koruna) gründete, wurde Heinrich zu seinem ersten Abt berufen. Bei seiner Ankunft am 6. April 1263 brachte er einen Teil der in Heiligenkreuz noch heute verwahrten Dornreliquie aus der Dornenkrone Christi mit (daher der Klostername „Goldenkron“). Nach segensreichem Wirken in Böhmen kehrte Heinrich 1280 nach Heiligenkreuz zurück und starb dort vier Jahre später.